# Elke Christina Roeder

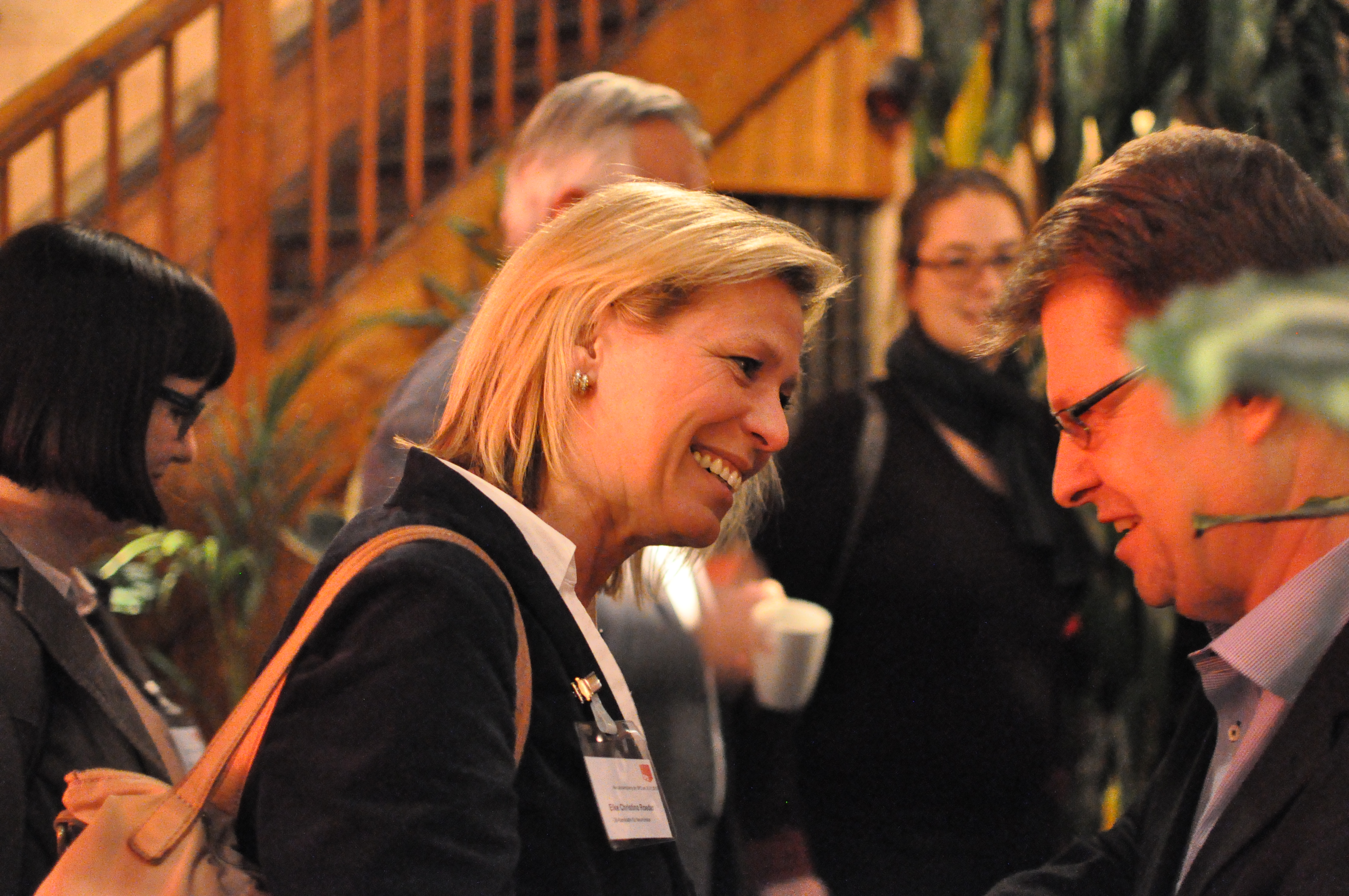
Elke Christina Roeder (2015)

Elke Christina Roeder (* 27. November 1966 in Simmern/Hunsrück) ist eine deutsche SPD-Politikerin. Von 2018 bis 2024 war sie Oberbürgermeisterin der großen kreisangehörigen Stadt Norderstedt in Schleswig-Holstein.

## Leben
Roeder wurde am 27. November 1966 in Simmern/Hunsrück geboren und wuchs in Wentorf bei Hamburg auf. Sie ist studierte Juristin und gelernte Bankkauffrau. Ihr Jurastudium absolvierte sie an der Universität Hannover. Danach arbeitete sie während ihres Referendariats in Chemnitz und für den RWE-Konzern in London. So war sie Vorstandsassistentin und M&A-Strategie-Managerin. Sie war in den Jahren 2006 bis 2014 Bürgermeisterin der Stadt Bad Pyrmont. Am 18. Oktober 2011 trat sie in die SPD ein. Sie war bereits im Jahr 2006 bei ihrer Bürgermeisterkandidatur von der SPD unterstützt worden. Außerdem war sie Vorsitzende des Aufsichtsrates der Stadtwerke Bad Pyrmont. Nach der Bürgermeisterwahl am 25. Mai 2014 wurde sie zum 1. November 2014 von Klaus Blome (parteilos) als Bürgermeister abgelöst.
Roeder ist Mitglied im Vorstand des Städtebundes Schleswig-Holstein.
Am 19. November 2014 wurde Elke Christina Roeder von der SPD Neumünster als Kandidatin zur Oberbürgermeisterwahl am 10. Mai 2015 nominiert. Die Wahl verlor sie deutlich mit 34,5 % gegen den parteilosen Amtsinhaber Olaf Tauras (59,8 %). Zu einer Stichwahl kam es nicht. Sie arbeitet im Planungs- und Umweltausschuss der Stadt mit und gehört als Beisitzerin für den Ortsverein West dem SPD Kreisverband Neumünster an.
Für die Wahl zum deutschen Bundestag 2017 kandidierte sie auf Platz 11 der Landesliste der SPD Schleswig-Holstein, zog jedoch nicht in den Bundestag ein.
Im Jahr 2017 kürte die SPD Roeder zur Kandidatin der Oberbürgermeisterwahl in Norderstedt. Beim ersten Wahlgang am 5. November 2017 erhielt sie 24,17 % der Stimmen. Bei der Stichwahl am 26. November 2017 wurde sie mit 55,33 % der Stimmen zur Oberbürgermeisterin gewählt. Sie wurde Nachfolgerin von Hans-Joachim Grote, der bis zum 28. April 2020 Innenminister von Schleswig-Holstein war.
Am 8. Oktober 2023 wurde Roeder mit nur 27,7 % der Stimmen im ersten Wahlgang als Oberbürgermeisterin abgewählt. Die Stichwahl gewann die Sozialdezernentin Katrin Schmieder (unabhängig, aber Mitglied der Grünen) gegen Robert Hille von der CDU.

## Positionen
Roeder gab im Jahr 2021 einen Leitfaden zu genderbewussten Sprache für die Stadtverwaltung von Norderstedt mit heraus, in welchem die Verwaltung explizit gebeten wird, in möglichst vielen Korrespondenzen, Formularen, Vordrucken, Anträgen und Berichten, den in der Öffentlichkeit umstrittenen und in den Schulen Schleswig-Holsteins nicht zugelassenen Genderstern zu verwenden. In diesem Leitfaden werden unter anderem Konstrukte empfohlen, wie: der/die Einwohner*in oder ein/e Erzieher*in. Auch wird dort suggeriert, eine Formulierung wie die Kirche als Arbeitgeber sei grammatisch nicht korrekt.